# Строєць (Мазовецьке воєводство)
Строєць (пол. Strojec) — село в Польщі, у гміні Кампінос Варшавського-Західного повіту Мазовецького воєводства.
Населення — 138 осіб (2011).
У 1975-1998 роках село належало до Варшавського воєводства.

## Демографія
Демографічна структура станом на 31 березня 2011 року:
|          | Загалом | Допрацездатний вік | Працездатний вік | Постпрацездатний вік |
| -------- | ------- | ------------------ | ---------------- | -------------------- |
| Чоловіки | 66      | 11                 | 46               | 9                    |
| Жінки    | 72      | 14                 | 39               | 19                   |
| Разом    | 138     | 25                 | 85               | 28                   |